# Rezerwat przyrody Nad Jeziorem Liptowskim
Rezerwat przyrody Nad Jeziorem Liptowskim – leśny rezerwat przyrody położony na terenie gminy Tuczno w powiecie wałeckim (województwo zachodniopomorskie).
Obszar chroniony utworzony został 4 sierpnia 2010 r. na podstawie Zarządzenia Nr 12/2010 Regionalnego Dyrektora Ochrony Środowiska w Szczecinie z dnia 22 marca 2010 r. w sprawie uznania za rezerwat przyrody „Nad Jeziorem Liptowskim” (Dz. Urz. Woj. Zach. z dnia 20 lipca 2010 r. Nr 70, poz. 1288).

## Położenie
Rezerwat obejmuje 54,04 ha powierzchni, z czego pod ochroną ścisłą 53,64 ha i pod ochroną krajobrazową – 0,40 ha. Obejmuje on tereny nadleśnictwa Tuczno (wydzielenia leśne 389a, d, g, ~a, ~c, ~d, ~f, 388c, g, h, m, n, t, w, y, z, ~a, ~b, ~c, ~g, ~h, 388f, 305a, 388a, d, 388b, l), co odpowiada obrębom ewidencyjnym Tuczno 107 (dz. ew. nr 8148, 8147/1, 8146/1) i Strzaliny (dz. ew. nr 8147/3). W całości leży w granicach Obszaru Chronionego Krajobrazu „Puszcza nad Drawą” oraz obszaru specjalnej ochrony ptaków sieci Natura 2000 „Lasy Puszczy nad Drawą” PLB320016. Jest położony przy południowym i wschodnim brzegu Jeziora Liptowskiego (Lubiatowo), na terenie jego dawnej zatoki i w jego rynnie. W odległości ok. 300 m na wschód położony jest rezerwat przyrody Strzaliny koło Tuczna.

## Charakterystyka
Celem ochrony rezerwatowej jest „utrzymanie dobrze zachowanych torfowisk i olsów źródliskowych w dawnej zatoce jeziora, a także ochrona kompleksu starodrzewi buczyn i grądów z interesującą mykoflorą, ważnego dla ksylobiontów oraz rzadkich gatunków ptaków”.
W rezerwacie znajdują się ekosystemy torfowiskowe, źródliskowe i leśne. Znajdują się tu chronione prawem unijnym typy siedlisk: torfowiska przejściowe, trzęsawiska, torfowiska alkaliczne, grąd subatlantycki, żyzne buczyny oraz łęgi olszowo-jesionowe. Na zboczach występuje tu buczyna wraz z dobrze zachowanymi starodrzewiami, a także grądy. Ze wzniesień spływają do jeziora drobne cieki, łączące się w kompleksy. Na brzegach jeziora występują głównie olsy źródliskowe. W centralnej części rezerwatu zlokalizowane jest torfowisko niskie o charakterze turzycowiska, porośniętego przez wierzby.
Wśród najcenniejszych gatunków flory znajdują się: kukułka krwista, kukułka plamista, pierwiosnek lekarski, porzeczka czarna, kruszyna pospolita, grążel żółty, kalina koralowa, a także 7 gatunków chronionych mszaków. Gniazdują tu takie gatunki ptaków, jak: bielik, żuraw, kszyk, słonka, gągoł, siniak, dzięcioł czarny i strumieniówka. Jest to miejsce występowania licznych gatunków bezkręgowców.